# Louis Hammerich

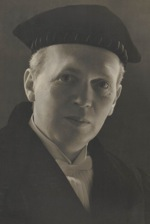
Louis Hammerich

Louis Leonor Hammerich, född 31 juli 1892 i Köpenhamn, död 1 november 1975 i Hillerød, var en dansk språkvetare. 

## Biografi
Efter studentexamen i Roskilde 1910, studerade Hammerich språk på universitetet i Köpenhamn och tog magisterexamen i germansk filologi 1915. År 1918 erhöll han sin doktorsgrad på avhandlingen National og Fremmed. Om den rytmiske teknik hos Heine og Platen.
Åren 1919 - 20 var han sekreterare vid danska Röda Korsets konotor i Berlin och 1920 - 21 vid Gränskommissionens danska delegation.
Hammerich var 1922 - 58 professor i germansk filologi vid Köpenhamns universitet. Hans omfattande produktion även i litterära och kulturella ämnen har gjort honom internationellt känd.
Han invaldes 24 februari 1954 som utländsk ledamot av svenska Vetenskapsakademien. Han var också hedersdoktor vid universitetet i Utrecht.